# Артшвагер, Ричард
Ричард Эрнст Артшвагер (англ. Richard Ernst Artschwager; 1923—2013) — американский художник, иллюстратор и скульптор, работы которого ассоциируются с поп-артом, концептуальным искусством и минимализмом.

## Биография
Родился в Вашингтоне 26 декабря 1923 года в семье иммигрантов из Европы: его отец — Эрнст Артшвагер (нем. Ernst Artschwager), был протестантом, ботаником, родившимся в Пруссии; его мать — Евгения Бродская (украинская еврейка), была дизайнером и художницей-любителем, училась в школе Corcoran School of the Arts and Design. В 1935 году семья переехала в город Лас-Крусес, штат Нью-Мексико, из-за ухудшения здоровья отца, страдавшего туберкулёзом.
Уже в раннем возрасте Ричард проявлял талант к рисованию, получив от матери любовь к искусству. В 1941 году он поступил в Корнеллский университет, где изучал химию и математику. Осенью 1944 года Артшвагер был призван на военную службу и принял участие во Второй мировой войне на территории Англии и Франции. Получив в конце войны ранение в голову, был назначен на административную службу во Франкфурте-на-Майне, где занимался перемещением немецких заключенных высокого уровня по разным странам. Среди них был и Николаус фон Фалькенхорст, немецкий генерал, которого он привез в Осло, чтобы он предстал перед судом за свои военные преступления. Позже Ричард Артшвагер работал в разведывательной службе в Вене. Здесь он встретил Эльфриду Веймелку (Elfriede Wejmelka), на которой женился в 1946 году, и они вернулись в Соединенные Штаты в 1947 году. В США Ричард закончил своё прерванное обучение, получив в феврале 1948 года степень бакалавра в области физики.
Но страсть к искусству пересилила, и Артшвагер решил заниматься искусством. Получив диплом об образовании, вместе с женой, они переехали в Нью-Йорк, где Ричард работал фотографом, а его жена — дизайнером. В 1949 году Артшвагер, воспользовавшись биллем G.I. Bill, предоставляющего льготы для ветеранов Второй мировой войны, в течение года учился в Париже у Амеде Озенфана — художника-пуриста, который в своих работах ставил точность и рациональность превыше всего. В начале 1950-х годов Ричард Артшвагер отошёл от искусства, зарабатывая на жизнь на различных работах. В 1953 году, чтобы обеспечить регулярный доход после рождения дочери, он начал заниматься продажей мебели. В 1956 году он спроектировал и изготовил простую и современную мебель, оставив тем самым свой след в этой области искусства: впоследствии по заказу Католической церкви он создал портативные алтари для кораблей. Эта работа вдохновила его на создание небольших настенных предметов из дерева и пластика Формика — декоративного материала американских кухонь. До 1958 года Артшвагер имел успех, пока пожар не уничтожил его студию и все ее содержимое. Для восстановления своего дела ему пришлось взять большой кредит, и он не оставил занятия художественным творчеством.
Умер после инсульта 9 февраля 2013 года в Олбани, штат Нью-Йорк.

### Семья
Ричард Артшвагер был четырежды женат:
1. Elfriede Wejmelka (1947–1971; развелись, был один ребёнок);
2. Catherine Kord (1972–1989; развелись, детей не было);
3. Molly O'Gorman (?–1993; развелись, было два ребёнка);
4. Ann Sebring (женился в 1995, познакомились в 1991 году).

Дети: дочери — Ева и Клара; сын — Август Теодор.

## Творчество
Во время незамысловатой работы с мебелью для поддержки семьи Ричард продолжал думать о серьёзном искусстве. Это были времена, когда царил абстрактный экспрессионизм. Он поступил в мастерскую, сосредоточенную на ню, и тоже работал в абстрактном формате. Его картины и рисунки этого периода были выставлены на двух групповых выставках в галерее Terrain Gallery в 1957 году и в галерее Art Directions Gallery на Мэдисон-авеню, где получили хороший отзыв Дональда Джадда.
В 1960 году Артшвагер получил заказ от Католической церкви на постройку переносных алтарей для кораблей, что заставило его задуматься над тем, как преодолеть утилитаризм столов, стульев и другой мебели, и искать способ художественного выражения при их изготовлении. В 1961 году он трудился над своей первой комбинированной работой, используя живопись и скульптуру из материала Celotex. С 1962 года художник создавал акриловые монохромные картины, основываясь на черно-белых фотографиях.
В 1966 году он представил серию работ с использованием коричневого пластика Формика, которая стала в конце 1967 года предметом его второй персональной выставки в галерее Castelli Gallery известного американского галериста Лео Кастелли, Лео. Его оригинальные произведения мебели становились все более продвинутыми, и одновременно Артшвагер продолжал производить много абстрактных картин, в которых использовались мраморные настенные украшения. Он написал весной 1968 года для выставки серию пейзажей по заказу Калифорнийского университета в Дейвисе, которые были выполнены в его так называемой технике «blps». Эти же работы стали экспонатами его первой персональной выставки в Европе в галерее Конрада Фишера (Konrad Fischer Gallery) в Дюссельдорфе в 1968 году. В конце 1968 года Артшвагер участвовал в ежегодной выставке скульптуры в Музее американского искусства Уитни. Его инсталляция, отражающая свет, названная 100 Locations, отражала блики в различные места по всей выставке, особенно привлекая внимание к брутальным работам дизайнера Марселя Бройера. В 1970 году художник участвовал в групповой выставке с названием Information в Нью-Йоркском музее современного искусства.
В 1970-х годах Ричард Артшвагер начал работать над архитектурными темами, разрабатывая интерьеры. В 1980-х годах в его работах было преобладание зеркала в качестве предметной мебели для размещения отражений, иногда в сочетании с такими материалами, как дерево, Формика и Celotex. Продолжал активную творческую деятельность до середины 1980-х годов. Примерно с 1986 года и до конца 1990-х годов Арчвагер, как и многие другие художники, нанимал себе помощников, количество которых в его студии доходило до 15 человек, в зависимости от реализуемых проектов. В этот период времени художник создал большую коллекцию скульптур из транспортировочной тары (ящиков). Искусствовед Джон Яу отмечал, что художника всегда «интересовали предметы домашней мебели, все то, что находилось на расстоянии вытянутой руки; у него имелся другой взгляд на дом и время».
В 2003 году портрет Усамы бен Ладена работы Артшвагера — «Osama», была представлена на выставке Gagosian Gallery в Лондоне. Работа не была указана в каталоге из-за её «potentially politically incendiary nature», но была воспроизведена во французском выставочном каталоге Domaine de Kerguéhennec рядом с портретом Джорджа Буша. Его последняя выставка в конце 2012 года состоялась в Gagosian Gallery в Риме была представлена пятью скульптурами из ламината.
За свою творческую карьеру Ричард Артшвагер был участником многих групповых и персональных выставок по всему миру. Его работы включены во многие музейные коллекции США и Европы, включая Нью-Йоркский музей современного искусства, Художественный институт Чикаго, Музей Людвига, Музей современного искусства (Франкфурт-на-Майне), Музей Лембрука, Базельский художественный музей, Фонд современного искусства Картье и другие.
В 1987 году он отказался от австрийской Премии Оскара Кокошки — одной из крупнейших наград в области современного искусства.